# Liestal
Liestal är en stad och kommun i distriktet Liestal i kantonen Basel-Landschaft, Schweiz. Den är sedan 1833 huvudort i kantonen Basel-Landschaft samt i distriktet Liestal.

## Geografi
Floden Ergolz flyter från syd till nord genom kommunen. Kommunens yta utgörs av 10,8 hektar skog samt 7,4 hektar bebyggelse. Den högsta punkten ligger 614 meter över havet och den lägsta punkten ligger 287 meter över havet.
Liestals grannkommuner är (börjar i nord och sedan medurs): Füllinsdorf, Arisdorf, Hersberg, Lausen, Bubendorf, Seltisberg, Nuglar-Sankt Pantaleon och Frenkendorf.

## Kommunikationer
Liestal ligger vid järnvägslinjen Köln – Basel – Chiasso – Milano. Ytterligare snabbtåg sammanlänkar staden med andra städer i Schweiz. Även Basels pendeltåg stannar här. Sedan 1880 startar smalspårjärnvägen Waldenburgerbahn i Liestal.
Det regionala bussbolaget Autobus AG Liestal (AAGL) trafikerar regionen.

## Demografi
Kommunen Liestal har 15 834 invånare (2023).
|  | Tyska (83,5 %) |

|  | Franska (1,0 %) |

|  | Italienska (5,4 %) |

|  | Rätoromanska (0,1 %) |

|  | Övriga (9,9 %) |

|  | Tyska (85,0 %) |

|  | Franska (0,5 %) |

|  | Italienska (3,3 %) |

|  | Rätoromanska (0,3 %) |

|  | Övriga (10,9 %) |

Uppgifterna från 2000 är baserade på en folkräkning.

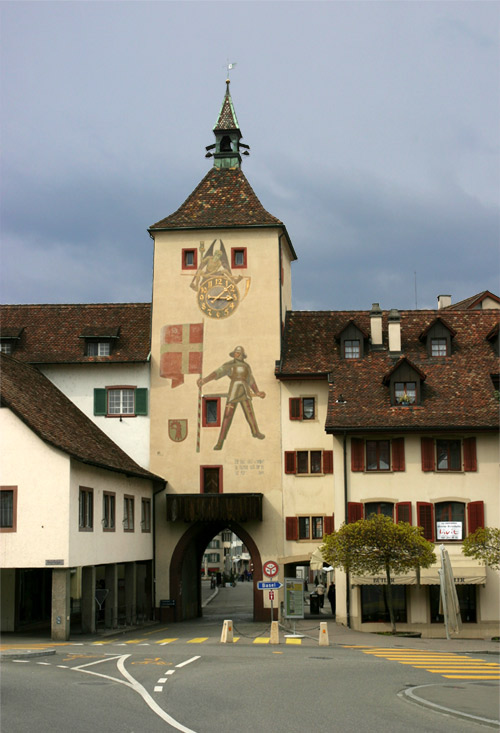
Liestal Törli, 2004.

Uppgifterna från 2014 är baserade på fem på varandra följande årliga strukturundersökningar. Resultaten extrapoleras. De bör tolkas med försiktighet i kommuner med mindre än 3 000 invånare.